# Goianira
Goianira là một đô thị thuộc bang Goiás, Brasil. Đô thị này có diện tích 200,402 km², dân số năm 2007 là 24492 người, mật độ 122,2 người/km².